# Venligboerne
Venligboerne er en græsrodsbevægelse stiftet i Hjørring i 2013, der bl.a. anvender Facebook som platform for sine aktiviteter. Efter opstarten blev der hurtigt stiftet lokale bevægelser både i og uden for Danmark, bl.a. Norge, Sverige, Tyskland, Storbritannien, Grækenland, Italien og Frankrig. Foreningen blev stiftet af Merete Bonde Pilgaard, der forlod den i 2018.
Venligboerne er mest kendt for arbejdet med flygtninge, men har et bredere formål baseret på tre nøglesætninger:
1. Vær venlig i mødet med andre
2. Vær nysgerrig, når du møder mennesker, der er forskellige fra dig
3. Mød forskellighed med respekt.

I 2015 modtog Venligboerne Hal Koch-prisen.
Venligboernes Facebook-grupper har ca. 150.000 medlemmer, hvoraf 40.000 er medlem i Venligboerne København og omegn.

## Intern strid
I 2016 opstod der en strid om bevægelsens politiske profil, hvilket har medført, at afdelingen i København har internetadressen venligboerne.dk, mens Hjørring har venligboerne.org. Bevægelsens hurtige fremvækst har givet anledning til at rejse spørgsmålet, om energien fra opstartsfasen kan bevares over længere tid.

## Kritik af venligboerne
Venligboerne er blevet mødt med kritik fra både politisk hold og fra en lang række debattører på internettets debatfora. Bevægelsen er blevet beskrevet som en halvreligiøs bevægelse og er bl.a. blevet sammenlignet med tyskertøser og kaldt for landsforrædere og "væmmeligboerne". Den hårde retorik på de sociale medier har i flere tilfælde udviklet sig til chikane og trusler mod bevægelsens medlemmer.